# Мажор (телесериал)
«Мажо́р» — российский остросюжетный детективно-криминальный телесериал от продюсерской компании Sreda с Павлом Прилучным в главной роли.

## Премьерный показ
Премьера первого двенадцатисерийного сезона состоялась 15 декабря 2014 года на «Первом канале».
14 ноября 2016 года на «Первом канале» состоялась премьера второго сезона, в состав которого, как и в первом, вошли двенадцать эпизодов.
Осенью 2016 года стриминговый видеосервис Netflix приобрёл права на показ сериала. Название сериала было изменено на «Silver Spoon», поскольку это словосочетание более точно передает иностранной зрительской аудитории смысл разговорного неологизма «мажор», доступный только российскому зрителю. Весной 2017 года права на адаптацию сериала были проданы продюсерским компаниям США, Германии и Польши.
7 июня 2017 года телесериал был официально продлён на третий сезон, состоящий из 16 серий. Съёмки проходили со 2 августа 2017 года по 16 января 2018 года в Санкт-Петербурге. Премьера третьего сезона состоялась на «Первом канале» 29 октября 2018 года.
30 мая 2019 года телесериал был официально продлён на четвёртый сезон, состоящий из 8 серий, и полнометражный фильм, который вышел 2 января 2021 года в онлайн-кинотеатре Кинопоиск HD под названием «Мажор. Фильм» (ранее планировался в кинотеатрах). Картина стала лидером просмотра в новогодние праздники (500 тыс. зрителей). Съёмки полнометражного фильма стартовали 8 июня 2019 года и были завершены в начале 2020 года. Съёмки четвёртого сезона проходили с января по март 2021 года ввиду пандемии коронавируса.
Премьера четвёртого сезона сериала состоялась на онлайн-платформе Кинопоиск 2 июля 2022 года, сериал занял 151 место в топ 250 лучших сериалов Кинопоиска. На «Первом канале» премьера состоялась 2 января 2023 года.
15 сентября 2023 года онлайн-кинотеатр Кинопоиск официально объявил о продлении сериала на пятый сезон и выпуске третьего фильма о приключениях Игоря Соколовского.
26 января 2024 года на телеканале SBS в Южной Корее, а также на стримингах Disney+ и Hulu состоялась премьера сериала «Flex x Cop». Корейская адаптация снята по оригинальному формату сериала «Мажор», продюсерами выступили Александр Цекало и Иван Самохвалов.
3 февраля 2025 года начались съемки 5 сезона которые продлятся до конца апреля 

## Сюжет
Главный герой — Игорь Соколовский, сын олигарха Владимира Соколовского, долгие годы растившего сына в одиночку, так как его мать умерла, и не уделявшего должного внимания его воспитанию. Имея юридическое образование, Игорь, однако, не спешит найти ему применение и прожигает жизнь в ночных клубах Москвы. После одной из вечеринок, спасая друга Стаса Агапова от ареста за хранение наркотиков, он ввязывается в драку с сотрудниками отделения полиции № 19. Чтобы защитить сына от тюрьмы, Владимир Соколовский отправляет его работать в это самое отделение Москвы, под началом подполковника Пряникова. С первых дней Игорь воспринимает новую жизнь как мелкие временные трудности, в надежде, что отец «отойдёт, остынет» — однако, пройдя через цепь испытаний, он постепенно взрослеет и становится настоящим мужчиной, находит настоящих друзей, встречает любовь в образе непосредственного начальника, капитана Виктории Родионовой. Соколовский задаётся целью найти убийцу матери. Именно эти поиски выводят его на олигарха Аркадия Игнатьева, не уступающего Владимиру Соколовскому ни в богатстве, ни в связях, — и приводят к пониманию, что человек этот крайне опасен. Гибель отца от рук нанятого Игнатьевым наёмного убийцы повергает Игоря в отчаяние, он пытается свершить самосуд над Игнатьевым, терпит неудачу — и попадает за решётку.
В начале второго сезона Игоря Соколовского, неожиданно для всех и в первую очередь для него самого, выпускают из СИЗО, сняв все обвинения в покушении на убийство. Он выходит на свободу с желанием отомстить, так как считает Игнатьева виновным в смерти родителей. Мажора восстанавливают на службе, он возглавляет бизнес-компанию отца, перешедшую к нему по наследству, заводит роман с Катей, дочерью самого Игнатьева. Продолжает конфликт с Данилой Королёвым из-за Родионовой: между Игорем и Викой до сих пор остались чувства. И день за днём торопит развязку — месть Игнатьеву.
К началу третьего сезона главный герой перестал быть тем «мажором», который когда-то смотрел на всех свысока и считал свою службу в полиции вынужденной «ссылкой». Смерть матери и недавнее убийство отца могут быть раскрыты во многом благодаря этой службе. Когда-то поклявшийся отцу, что станет «честным ментом», именно им Мажор и становится: он растёт в профессиональном плане, ежедневно работая над раскрытием различных преступлений, при этом не только следует букве закона, но и находит универсальные решения. Чтобы отомстить за смерть отца, он в совершенстве овладел стратегией ведения крупного бизнеса, но чтобы рассчитаться за убийство матери, ему придётся решить для себя — сможет ли он остаться в рамках закона, не нарушить собственных принципов чести. Соколовский готов ко всему, но жизнь всегда свежа на сюрпризы: смертельный враг может оказаться верным другом, а доказавший некогда свою верность — заклятым врагом, хранящим ужасные тайны прошлого. Тайны, которые, быть может, и не стоит открывать.
Четвёртый сезон описывает события 9 лет спустя после третьего сезона. Игорь неожиданно для себя узнаёт, что Соня (дочь Вики) — его дочь. Он пытается стать для девочки лучшим отцом на свете. Тем временем, кто-то убивает сестру Вики Аню. Герои пытаются разобраться в этом загадочном деле и найти убийцу. Игорь обнаруживает у себя провалы в памяти. Тем временем, убивают ещё несколько человек из окружения Соколовского и подозрение падает на него.

## Актёры и персонажи

### Главные роли
| Актёр              | Персонаж                                           | Сезоны    | Сезоны       | Сезоны    | Сезоны    | Фильм     |
| Актёр              | Персонаж                                           | 1         | 2            | 3         | 4         | Фильм     |
| ------------------ | -------------------------------------------------- | --------- | ------------ | --------- | --------- | --------- |
| Павел Прилучный    | Игорь Владимирович Соколовский                     | Регулярно | Регулярно    | Регулярно | Регулярно | Регулярно |
| Карина Разумовская | Виктория Сергеевна Родионова                       | Регулярно | Регулярно    | Регулярно | Регулярно | Регулярно |
| Дмитрий Шевченко   | Андрей Васильевич Пряников                         | Регулярно | Регулярно    | Регулярно | Регулярно | Регулярно |
| Александр Обласов  | Евгений Николаевич Аверьянов                       | Регулярно | Регулярно    | Регулярно | Регулярно | Регулярно |
| Денис Шведов       | Данила Иванович Королёв                            | Регулярно | Регулярно    | Гость     |           |           |
| Никита Панфилов    | Станислав Анатольевич Агапов                       | Регулярно | Регулярно    |           |           |           |
| Александр Дьяченко | Владимир Яковлевич Соколовский                     | Регулярно |              |           |           |           |
| Игорь Жижикин      | Аркадий Викторович Игнатьев                        | Регулярно | Регулярно    | Регулярно | Регулярно | Регулярно |
| Любовь Аксёнова    | Екатерина Аркадьевна Игнатьева                     |           | Регулярно    | Регулярно | Регулярно |           |
| Игорь Черневич     | Константин Фишер                                   |           | Периодически | Регулярно |           |           |
| Дана Абызова       | Анна Сергеевна Родионова                           |           | Периодически | Регулярно | Регулярно |           |
| Анна Цуканова-Котт | Нина Витальевна Аверьянова                         |           | Периодически | Регулярно | Регулярно |           |
| Владимир Селезнёв  | Валерий Александрович Симоненко                    |           |              | Регулярно | Регулярно | Регулярно |
| Павел Чинарёв      | Иван Константинович Соловьёв                       |           |              | Регулярно | Регулярно | Регулярно |
| Виталия Корниенко  | Софья Игоревна (Даниловна) Соколовская (Родионова) |           |              |           | Регулярно |           |
| Любовь Толкалина   | Любовь Константиновна Семёнова                     |           |              |           | Регулярно |           |
| Евгений Стычкин    | Влад                                               |           |              |           |           | Регулярно |
| Агния Дитковските  | Зоя                                                |           |              |           |           | Регулярно |
| Дарина Эрвин       | Мэй                                                |           |              |           |           | Регулярно |
| Даниил Воробьёв    | Михаил Погодин                                     |           |              |           |           | Регулярно |

- Павел Прилучный — Игорь Владимирович Соколовский, «мажор»,  младший лейтенант/старший лейтенант полиции. Имеет высшее юридическое образование, но долгое время был занят тем, что просто транжирил отцовские деньги. Впоследствии, поступив по требованию отца на службу в девятнадцатый отдел ГУВД, изменился, превратившись из «золотого мальчика» в серьёзного мужчину и опытного сотрудника полиции. Случайно обнаружив в полицейской базе данных дело о самоубийстве матери, начал собственное расследование, первоначально пытаясь лишь выяснить причину, по которой она покончила с собой. Однако дело быстро приобрело иной оборот, Игорю стало ясно, что «самоубийство», скорее всего, было убийством — что заставило его вести поиски истины более активно. По случайному стечению обстоятельств, начатое им расследование инициировало сложную цепь событий, начало которой было положено ещё в девяностые. С 4 сезона не работает в полиции, бизнесмен, отец Сони. С появлением в его жизни дочери девушки отошли на второй план, в приоритете стало воспитание Сони.

- Карина Разумовская — † Виктория Сергеевна Родионова, начальник отдела уголовного розыска, капитан полиции. Возлюбленная Данилы Королёва, попавшая с появлением в её отделе Игоря Соколовского в любовный треугольник. В 16 серии 3 сезона родила девочку от Игоря Соколовского и в конце погибла от выстрела Кати, защищая Игоря.

- Дмитрий Шевченко — † Андрей Васильевич Пряников, начальник девятнадцатого отделения ГУВД в звании подполковника полиции, полковник ФСБ под прикрытием. С 4 сезона — в отставке, частный детектив. Убит Валерием Симоненко 4 серии 4 сезона.

- Александр Обласов —  Евгений Николаевич Аверьянов, оперуполномоченный, лейтенант полиции. Близкий друг и напарник Данилы Королёва, впоследствии лучший друг Игоря Соколовского. С 4 сезона — капитан юстиции, старший следователь следственного комитета. Воспитывает сына, Диму.

- Денис Шведов (1—2 сезоны, 16 серия 3 сезона) — † Данила Иванович Королёв, оперуполномоченный, старший лейтенант полиции. Близкий друг и напарник Евгения Аверьянова. Влюблён в Викторию Родионову, из-за чего долго конфликтовал с Игорем Соколовским. К концу второго сезона, узнав о беременности Виктории от него, решил покончить с конфликтом, сделав ей официальное предложение. В 11 серии 2 сезона, после завершения очередного расследования, разговор с Игорем «по душам» расставил все точки, приведя обоих к завершению конфликта и началу настоящей дружбы. Погиб от руки Стаса Агапова, который принял его за Игоря Соколовского, в 11 серии 2 сезона.

- Никита Панфилов (1—2 сезоны) — † Станислав Анатольевич Агапов, мажор-наркоман. Изначально был другом Игоря Соколовского, но после смерти сестры Валерии Агаповой стал его кровным врагом. Совершил немало убийств. Расстрелян Родионовой, Аверьяновым, и Соколовским в 12 серии 2 сезона за убийство Данилы Королёва.

- - Александр Дьяченко (1 сезон) — † Владимир Яковлевич Соколовский, отец Игоря Соколовского, дедушка Сони, бизнесмен. В девяностых, будучи бизнес партнёром Игнатьева, совместно с ним ''якобы'' устранили Фишера, заказав того киллеру Михаилу Лапину.  Застрелен в 12 серии 1 сезона киллером Михаилом Лапиным по заказу Аркадия Игнатьева, в связи с неудачной попыткой устранить Аркадия.

- Игорь Жижикин — † Аркадий Викторович Игнатьев, бизнесмен, конкурент и бывший партнёр Соколовского-старшего, враг, а впоследствии, в 3 сезоне — союзник Игоря Соколовского, в 4 сезоне — его партнёр по бизнесу и друг. Убит Валерием Симоненко в 5 серии 4 сезона, будучи сброшенным им с одного из верхних этажей многоэтажки.

- Любовь Аксёнова (2 сезон) — † Екатерина Аркадьевна (Константиновна) Игнатьева. Родная дочь Фишера и приёмная — Игнатьева, чудом выжившая в детстве. В начале 2 сезона Екатерина завела роман с Игорем Соколовским, который в конце 3 сезона закончился ненавистью. Катя выстрелила в Игоря из-за смерти родного отца от руки Соколовского, после попала в психиатрическую клинику. В четвёртом сезоне Катя сбегает из больницы и помогает Игорю найти правду об убийствах,  в которых его обвиняют. Убита в 8 серии 4 сезона  Валерием Симоненко при спасении Игоря и Сони.

- Игорь Черневич (2 сезон) — † Константин Фишер, бизнесмен, юрист, по корпоративным вопросам, конкурент и бывший партнёр Соколовского-старшего и Игнатьева. Обладая огромным состоянием и занимаясь благотворительностью, является членом теневой группы олигархов, пытающихся поставить под свой контроль силовые структуры и государственный аппарат. Из личной мести разработал и претворил в жизнь долгосрочный план сложной многоходовой игры, в результате которой стал владельцем бизнес-компаний Соколовского-старшего и Игнатьева. Являлся превосходным тактиком и стратегом, за вычетом одного недостатка — был излишне самоуверенным. В результате увлёкся собственной же игрой и в результате был убит Игорем Соколовским в перестрелке в 16 серии 3 сезона.

- Дана Абызова (2 сезон) — † Анна Сергеевна Родионова, младшая сестра Виктории Родионовой, девушка, а затем жена Ивана Соловьёва. Убита Валерием Симоненко в 1 серии 4 сезона.

- Анна Цуканова-Котт (2 сезон) — Нина Витальевна Аверьянова, дочь водочного олигарха, девушка, а затем и жена Евгения Аверьянова.

- Владимир Селезнёв (3 сезон) — Валерий Александрович Симоненко, капитан полиции, первый начальник и бывший гражданский муж Родионовой, подполковник ФСБ под прикрытием, с 4 сезона — полковник ФСБ. В конце 3 сезона, выяснив, что его непосредственный начальник ведёт «грязную» игру с целью не посадить, а использовать Фишера — сорвал руководимую им же секретную операцию и стал союзником Игоря Соколовского. Случайно убил Анну Родионову в начале 4 сезона, затем инсценировал свою смерть с помощью Вани. После убил Пряникова и Игнатьева, чтобы подставить Игоря Соколовского и забрать у него Соню. При своём задержании следственным комитетом в конце 8 серии 4 сезона убил Екатерину Игнатьеву. Таким образом, по жестокости не уступал Стасу Агапову.

- Павел Чинарёв (3 сезон) — Иван Константинович Соловьёв, профессиональный автоугонщик, парень, затем муж Анны, друг Игоря Соколовского. После ранения, а затем похищения и спасения Анны покончил с криминальной деятельностью, решив начать новую жизнь, однако из чувства благодарности продолжил помогать Соколовскому в его тайной деятельности. В 4 сезоне несмотря на дружбу с Игорем, начал с ним конфликтовать из-за Сони, но всё разрешилось мирно.

- Виталия Корниенко (4 сезон) — Софья Даниловна (Игоревна) Соколовская (Родионова), биологическая дочь Игоря Соколовского и Виктории Родионовой. Игорь узнал об этом лишь спустя 9 лет.

- Любовь Толкалина (4 сезон) — Любовь Константиновна Семёнова, психоаналитик, затем — фиктивная жена Игоря Соколовского. Работала на Валерия Симоненко, который перерезал ей горло. Спасена Екатериной Игнатьевой.

### Второстепенные роли
| Актёр             | Персонаж                     | Сезоны       | Сезоны       | Сезоны       | Сезоны       | Фильм        |
| Актёр             | Персонаж                     | 1            | 2            | 3            | 4            |              |
| ----------------- | ---------------------------- | ------------ | ------------ | ------------ | ------------ | ------------ |
| Яна Соболевская   | Анна Петровна Соколовская    | Периодически | Периодически | Периодически |              |              |
| Остап Ступка      | Иван Петрович Смоленцев      | Периодически |              |              |              |              |
| Анна Андрусенко   | Валерия Анатольевна Агапова  | Периодически |              |              |              |              |
| Дмитрий Лысенков  | Илья Семёнов                 |              | Периодически | Периодически |              |              |
| Анна Вартаньян    | Вера Сергеевна Игнатьева     |              | Периодически | Периодически |              |              |
| Михаил Елисеев    | Илья Сергеевич Васильев      |              | Периодически | Периодически |              |              |
| Эмилия Спивак     | Алла                         |              | Периодически |              |              |              |
| Вадим Лялько      | Михаил Васильевич Лапин      |              |              | Периодически |              |              |
| Андрей Ургант     | Георгий Сергеевич            |              |              | Периодически |              |              |
| Иван Жвакин       | Олег Георгиевич              |              |              | Периодически |              |              |
| Андрей Титченко   | Дмитрий Евгеньевич Аверьянов |              |              |              | Периодически |              |
| Агния Кузнецова   | Елена Александровна Ковтун   |              |              |              | Периодически |              |
| Арслан Мурзабеков | Рифат                        |              |              |              | Периодически |              |
| Константин Адаев  | Пётр Фёдоров                 |              |              |              | Периодически |              |
| Егор Тимцуник     | Борис                        |              |              |              |              | Периодически |
| Евгений Харитонов | Кэш                          |              |              |              |              | Периодически |

- Яна Соболевская (эпизодически) — † Анна Петровна Соколовская, жена Владимира Соколовского, мать Игоря, бабушка Сони. В «лихих девяностых», во время совместной посиделки своего мужа и его тогдашних партнёров по бизнесу (Игнатьева и Фишера), случайно услышала, как Фишер в ответ на шутки подвыпивших друзей всерьёз предупредил их, что в случае предательства убьёт обоих и расправится с их семьями. Страх за мужа и сына подтолкнул её к активным действиям — Анна наняла частного сыщика, сумевшего собрать для неё компрометирующие Фишера сведения, способные надолго отправить его за решётку. Узнав об этом, Фишер отдал приказ ликвидировать её. Незадолго до своей смерти успела спрятать компромат в здании банка «Феникс», принадлежавшего Фишеру, в депозитной ячейке. Впоследствии в ходе разработанной Игорем операции по изъятию этих сведений именно в здании «Феникс-банка» и разыгрался финал всей истории.

- Остап Ступка (1 сезон) — Иван Петрович Смоленцев, эксперт-криминалист девятнадцатого отделения.

- Анна Андрусенко (1 сезон) — † Валерия Анатольевна Агапова, сестра Станислава Агапова и бывшая невеста Игоря Соколовского. Убита Лапиным в 12 серии 1 сезона, по роковому стечению обстоятельств став случайной жертвой, или скорее нежелательным свидетелем попытки убийства Соколовского-младшего. Именно её смерть положила начало смертельной вражде Стаса и Игоря.

- Саак Дурян (1 сезон) — † Дато Батумский, вор в законе, который помог Соколовскому в расследовании убийства Карасёва и матери Соколовского. В 12 серии 1 сезона был убит Лапиным вместе со своим братом Вахой.

- Артур Арамян (1 сезон) — † Ваха, двоюродный брат Дато. Убит Лапиным в 12 серии 1 сезона.

- Дмитрий Лысенков (2—3 сезоны) — Илья Семёнов, эксперт-криминалист девятнадцатого отделения, заменивший Смоленцева.

- Анна Вартаньян (2—3 сезоны) — † Вера Сергеевна Игнатьева, жена Аркадия, погибла в 8 серии 3 сезона в аварии, подстроенной Фишером.

- Михаил Елисеев (2—3 сезоны) — † Илья Сергеевич Васильев, советник Игоря в доставшейся ему по наследству компании отца. Много лет работал на Фишера. Группа олигархов, решившая, что игры Фишера слишком рискованны и могут привести к раскрытию и провалу их теневой деятельности, обратилась к Васильеву с предложением занять среди них место его шефа. Своего согласия Илья Сергеевич дать так и не успел — Фишер, предположительно узнав или догадавшись об этом, решил убить двух зайцев одним выстрелом: избавиться от претендента на его место в группе и выставить Игоря Соколовского убийцей Васильева, якобы пытавшегося помешать ограблению банка. С этой целью один из людей Фишера и застрелил Васильева прямо в здании «Феникс-банка» (16 серия 3 сезона).

- Эмилия Спивак (2 сезон) — Алла, подруга Нины, чуть не ставшая жертвой мошенника-убийцы. Расследование данного дела положило начало отношениям Евгения и Нины.

- Вадим Лялько — † Михаил Васильевич Лапин, профессиональный киллер, на счету которого в том числе заказное убийство Анны и Владимира Соколовских, попытка убийства Игоря Соколовского, убийство Валерии Агаповой, а также многих людей, так или иначе причастных к деятельности Фишера и его конфликту с бывшими бизнес-партнерами. В 3 сезоне был использован Фишером в его игре против Игоря Соколовского: выполнив предназначенную роль, был убит людьми Фишера, вместе с членами своей семьи.

- Андрей Ургант (3 сезон) — Георгий Сергеевич, дядя Нины, водочный олигарх.

- Иван Жвакин (3 сезон) — Олег Георгиевич, сын Георгия Сергеевича, двоюродный брат Нины.

- Агния Кузнецова (4 сезон) — Елена Александровна Ковтун, майор юстиции, следователь Генеральной прокуратуры.

- Алексей Овсянников (4 сезон) — † Алексей Константинович Семёнов, брат Любы. Умер от рака в 7 серии 4 сезона.

### Гостевые роли
- Вера Брежнева (десятая и одиннадцатая серии второго сезона) — камео

## Место съёмок
Место съёмок первого сезона сериала проходило весной, летом и осенью 2013 года в Киеве. Первый сезон — это вторая по счёту совместная работа режиссёра Константина Статского и актёров Павла Прилучного и Анны Андрусенко.
Также съёмки проходили и на западе Украине, а именно в городе Тернополь (3-й сезон, серия со свадьбой сирот).
За постановку трюков отвечал Владимир Орлов, принимавший участие в работах над такими голливудскими фильмами, как «Чужой 4: Воскрешение» и «Пираты Карибского моря». Все трюки в сериале Павел Прилучный выполнял сам.
С 28 ноября 2015 года по 14 апреля 2016 года в Санкт-Петербурге и частично в Москве прошли съёмки второго сезона.
Со 2 августа 2017 года по 18 января 2018 года проходили съёмки третьего сезона. Они прошли в Санкт-Петербурге и Ленинградской области, в частности некоторые серии были сняты в городе Лодейное Поле.
8 июня 2019 года стартовали съёмки полнометражного фильма, которые были завершены в начале 2020 года.
С января по март 2021 года проходили съёмки четвёртого сезона сериала. Они проходили в Москве, Химках, и также Сочи.
1 ноября 2021 года стартовали съёмки второго полнометражного фильма.

## Эпизоды
| Сезон | Серии | Серии | Даты показа     | Даты показа     |
| Сезон | Серии | Серии | Первая серия    | Последняя серия |
| ----- | ----- | ----- | --------------- | --------------- |
| 1     | 12    | 12    | 15 декабря 2014 | 23 декабря 2014 |
| 2     | 12    | 12    | 14 ноября 2016  | 22 ноября 2016  |
| 3     | 16    | 16    | 29 октября 2018 | 15 ноября 2018  |
| 4     | 8     | 8     | 2 июля 2022     | 20 августа 2022 |
| 5     | 8     | 8     | ( )             | ( )             |

| Фильм         | Премьера фильма                                              |
| ------------- | ------------------------------------------------------------ |
| Мажор. Фильм  | 2 января 2021 (Кинопоиск); 1 января 2023 («Первый канал»)    |
| Мажор в Сочи  | 22 декабря 2022 (Кинопоиск); 30 апреля 2024 («Первый канал») |
| Мажор 10 лет  | 21 декабря 2024                                              |
| Мажор в Дубае | 30 октября 2025                                              |

## Список эпизодов

### Сезон 1
| № серии | Премьера   | Описание серии |
| ------- | ---------- | --- |
| 1       | 15.12.2014 | Игорь Соколовский — сын богатого и влиятельного отца. После бурной вечеринки, окончившейся стычкой с полицейскими (Даня и Жека), Игорь наказан: отец лишает его содержания и отправляет служить в полицию под начало подполковника Пряникова. Несмотря на конфликтное знакомство с коллегами по отделу капитана Виктории Родионовой, «мажору» Игорю удаётся раскрыть первое преступление. Второе повергает его в шок: парень понимает, что в смерти 9-летней девочки виноват его ближайший друг Стас.             |
| 2       | 15.12.2014 | Опергруппа Виктории Родионовой расследует смерть девушки, работавшей горничной в богатом доме. Старые знакомства помогают Игорю понять, кто стоит за преступлением. В ходе расследования Соколовский натыкается на информацию о смерти своей матери. По вине Игоря сотрудник отдела Данила Королёв может попасть под внутреннее расследование, связанное с пропажей табельного оружия. |
| 3       | 16.12.2014 | Игорь помогает Королёву вернуть пистолет. Однако выясняется, что из этого оружия накануне был убит человек. Игорь пытается исправить ситуацию, изучая жизнь жертвы, и находит выход. Однако его дальнейшее пребывание в отделе встаёт под вопросом. Изучая архивное дело о смерти матери, Соколовский обнаруживает, что часть информации пропала. |
| 4       | 16.12.2014 | Игорь принимает решение остаться в отделе, несмотря на всеобщее неприятие. Он помогает задержать торговцев оружием и получает пулю, закрывая собой Родионову. Для Королёва это повод ревновать, для Виктории — взглянуть на мажора другими глазами. Соколовский и Королёв вместе задерживают Альпиниста, стрелявшего в Игоря. Игорь идёт к следователю Карасёву, который вёл дело его матери, и обнаруживает его мёртвым.                                                                                         |
| 5       | 17.12.2014 | Игоря подозревают в убийстве Карасёва. Королёв из ревности умалчивает о существовании важного свидетеля. Соколовский находит убийцу Карасёва, но тот умирает на его глазах, так и не открыв имя заказчика. У Игоря есть основания полагать, что отец что-то недоговаривает о прошлом. |
| 6       | 17.12.2014 | Игорь активно работает с опергруппой. Найдены два трупа, причина смерти — сильное обезвоживание. Родионова и её команда ищут связь и возможных свидетелей преступлений. Ночью в квартиру Соколовского забирается неизвестный. В попытке догнать преступника он едва избегает пули. Друг и партнёр отца Игнатьев рассказывает Игорю о существовании некой записки. |
| 7       | 18.12.2014 | Королёв в баре попадает в драку — теперь ему инкриминируют убийство. Пряников запрещает сотрудникам вмешиваться в это дело. Виктория Родионова просит Игоря помочь найти настоящего убийцу и провести собственное расследование. В результате успешной операции Родионова обезвреживает преступника и спасает Игорю жизнь. Соколовский-старший признаётся сыну в том, что у него действительно когда-то был роман с другой женщиной. Игорь пытается выяснить главное — где был отец в ту ночь, когда умерла мама. |
| 8       | 18.12.2014 | Обстоятельства смерти любовницы знакомы Игорю — также погибли его мать и следователь Карасёв. Выясняется, что за несколько часов до смерти к женщине приезжал Соколовский-старший. Из разговора с Пряниковым Игорь понимает, что его начальник что-то скрывает. Команда Виктории Родионовой ведёт поиск серийного убийцы. Во время задержания Игорь упускает преступника. Соколовский-старший везёт сына на рыбалку и знакомит его с Дато — человеком из своего прошлого.                                         |
| 9       | 22.12.2014 | После выстрела Дато исчезает. Игорь приезжает к бывшему охраннику отца, назначившему ему встречу. Группа Родионовой расследует нападение на бензоколонке. Соколовский пытается проникнуть в банду мнимых полицейских, но в результате неудачной операции Викторию берут в заложницы. Пряников признаётся Игорю, что после смерти его матери на скальпеле были обнаружены отпечатки пальцев его отца. |
| 10      | 22.12.2014 | Отдел расследует жестокое избиение человека. Показания свидетелей выводят команду Родионовой на банду, которая занимается продажей амфетаминов. Игорь замечает за собой слежку. Он устраивает жесткий допрос отцу. К Игорю приходит Игнатьев: он обещает открыть прошлое Соколовского-старшего. |
| 11      | 23.12.2014 | Ночью в дом Игоря врывается плачущая Лера. Она просит о помощи: её брат Стас, задолжавший огромные деньги, внезапно пропал. Виктория и её команда подключаются к поискам Стаса. Игорь пытается догнать своих преследователей. В разговоре с отцом он обвиняет его в причастности к смерти матери. |
| 12      | 23.12.2014 | Лера проводит ночь в доме Игоря. На утро неизвестный пытается его убить. Леру похищают. Становится очевидным, что убийца где-то рядом. Игорь продолжает расследование и находит важные документы. Его отец погибает от рук наёмного убийцы нанятым Игнатьевым. Соколовский врывается в офис Игнатьева, стреляет, но в середине стола установлено пуленепробиваемое стекло. Охрана хватает и разоружает Игоря. Его передают в руки полиции и отправляют в СИЗО по обвинению в покушении на убийство.               |

### Сезон 2
| № серии | Премьера   | Описание серии |
| ------- | ---------- | --- |
| 1 (13)  | 14.11.2016 | Игоря Соколовского неожиданно выпускают из СИЗО. Дело о покушении на убийство Игнатьева закрыто, Мажор возвращается на службу в полицию. Вступив в права наследства отцовской фирмы, он планирует финансовую интригу против Игнатьева, наняв опытного корпоративного юриста Фишера. Неизвестный, подстроив взрыв машины Игоря, убивший водителя и юрисконсульта, работавшего на его отца, и едва не убивший самого Мажора, оставляет на месте взрыва странное послание — открытку с короткой фразой. Не успев толком привести себя в порядок, Игорь заявляется на совещание в кабинете Пряникова, чем несказанно шокирует подполковника и сотрудников своего отдела. В первые же часы Соколовский расследует дело о похищении с целью выкупа супруги бизнесмена, в котором ему помогает Аверьянов, искренне радующийся выходу друга из тюрьмы и возвращению его на службу. Отношения с Родионовой выяснить с ходу Игорю всё же не удаётся — зная о том, что Королёв за время его отсутствия сделал ей предложение (опередив самого Игоря, не успевшего сделать то же самое во время её последнего прихода к нему на свидание), Мажор пытается понять, что ему делать, ведь любовь к Вике никуда не делась. Знакомство в баре с девушкой по имени Катя помогает Соколовскому не думать о Вике. Данила в ярости: Вика якобы из-за болезни сестры Ани откладывает их свадьбу. |
| 2 (14)  | 14.11.2016 | Отдел Виктории расследует несчастный случай: девушка выпала из окна шестнадцатого этажа, делая селфи. Мажор находит доказательства, что падение не было случайностью. Игорь и Данила узнают, что лечение Ани, успешное на этапе первой операции, все равно требует больших денег, но Вика отказывается от любой помощи. Катя устраивает Мажору сюрприз, развязка которого сильно настораживает. Вика страдает от попыток разобраться в личных отношениях, но понимает, что Игорь все так же дорог ей, как и раньше. Однако теперь у неё есть соперница — Катя, и Родионова буквально разрывается между ревностью и попыткой успокоить собственную душу уверением, что так всем будет лучше… |
| 3 (15)  | 15.11.2016 | Аверьянов, благодаря Мажору, знакомится с Ниной, дочерью водочного олигарха. Девушка в восхищении от профессиональных и личных качеств Евгения, который помогает спасти её подругу от брачного афериста. Мажор предлагает помощнице Игнатьева Яне опасную сделку. Игнатьев в бешенстве: Соколовский становится членом Совета директоров его компании. Игорь понимает, что очередное послание ему мог оставить только один человек, но он — мёртв. |
| 4 (16)  | 15.11.2016 | Во дворе дома найден труп коллектора с отрубленной рукой. Подозрение падает на должника, за которым тот охотился. Даня делится с Викой планами их счастливого будущего, но она остужает его пыл. Королев мучается, осознавая, что между Викой и Мажором по-прежнему существует притяжение. Яна, сумев раздобыть важную информацию о не совсем законных действиях Игнатьева в отношении миноритариев «Аркадии», спешит на встречу с Мажором. Встрече не суждено состояться: Яна погибает от руки Стаса Агапова — якобы умершего от передозировки полгода назад, но вполне живого и смертельно опасного. В телефонном разговоре со Стасом Игорь понимает, что его бывший приятель окончательно спятил и превратился в настоящего маньяка. |
| 5 (17)  | 16.11.2016 | Мажор спасает девушку от самоубийства. Это выводит группу Вики на двух риэлторов из агентства опеки, доводящих пожилых владельцев богатых квартир до летального исхода, а затем грабящих их жилища. Нина влюблена в Аверьянова и хочет познакомить его с отцом. Евгений в панике — ведь до этого он никогда не общался с олигархами. Ревнуя Вику, Даня налетает с кулаками на Мажора, а затем, пытаясь найти кардинальное решение своей жизненной дилеммы, приходит к Игнатьеву. |
| 6 (18)  | 16.11.2016 | Отдел Вики расследует смерть девушки, ставшей жертвой неумеренных амбиций сводного брата. Жека в ужасе: отец Нины требует, чтобы он подписал суровый брачный контракт. Мажор делает очередной ход в бизнес-войне с Игнатьевым. Пряников помогает Соколовскому вычислить местонахождение Стаса, но тот успевает сбежать. Вика понимает, что Аня, приехавшая некоторое время назад в гости к старшей сестре, что-то скрывает. |
| 7 (19)  | 17.11.2016 | Знакомство Мажора с родителями Кати становится шоком для всех присутствующих на семейном ужине — её отцом оказывается Игнатьев. Взбешённый Игнатьев требует от Игоря покинуть его дом. В ответ на возмущение дочери он запрещает ей встречаться с Соколовским, но Катя не успокаивается. В наступившей неловкой тишине Игорь коротко рассказывает ей о трагических событиях недавнего прошлого — убийстве Соколовского-старшего по заказу её отца и неудачной попытке Игоря застрелить его — что повергает её в ужас и оторопь. После отказа Вики взять кредит на лечение сестры, Аня тайком начинает оформление сделки. Чтобы раскрыть новое дело, Мажор заказывает свой портрет у эксцентричной художницы. Чувствуя свою безнаказанность, Стас похищает Вику, тайно доставляет её в номер отеля, в котором живёт Игорь, а затем, дождавшись Мажора, оглушает его. |
| 8 (20)  | 17.11.2016 | Придя в себя в собственном номере, Игорь видит связанную Вику и Стаса, читающего сообщения в её телефоне. Пытаясь спасти любимую, Мажор старается вывести маньяка из душевного равновесия и полностью переключить его внимание на себя. Интуитивно поняв его намерения, Родионова нападает на Стаса. Соколовский также бросается на него. В рукопашной схватке Стас ударом по голове снова оглушает Мажора, но уходит, отложив финал своей мести. Заботясь о пришедшем в себя Игоре, Вика понимает, что именно в этот момент просто не сможет уйти и оставить его — оба не в силах сдержаться и в результате проводят ночь вместе. На следующий день оба вынуждены срочно выехать по тревоге: бывший танкист, майор запаса Топилин, берёт в заложники нескольких посетителей районной аптеки, обвиняя её владельцев в том, что его сын скончался из-за лекарств, которые почему-то не помогли ему излечиться. В качестве условия для освобождения заложников Топилин требует в течение двух часов привести к нему министра здравоохранения. Пряников вызывает СОБР. Мажор и Жека едут в патентный центр и офис компании «Доктор Фарм», где находят Хвиницкого и Дементьева. Друзья выясняют причастность сотрудников центра к изготовлению и продаже фальшивых лекарств, но времени уже не хватает. Прошло два часа. Майор, прекрасно зная, что его требование принципиально невыполнимо, убивает одного из заложников, заявляя Пряникову, что через час умрёт следующий. Соколовский, не имея веских доказательств, решает пойти ва-банк: вместе с другом он силой забирает Хвиницкого, а по дороге и Дементьева, и везёт их к аптеке. И успевает в самый последний момент: бойцы СОБР уже готовились к прорыву и последующему штурму. Пряников отзывает спецназ. Игорь и Жека входят внутрь с обоими задержанными. Оба мошенника пытаются оправдаться. По просьбе Соколовского Топилин отпускает остальных заложников, которых выводит наружу Аверьянов, а затем решает прикончить обоих мошенников. Игорь убеждает его не делать этого, пообещав, что их деятельность и причастность к смерти его сына будут тщательно расследованы. Поверив ему, Топилин отдает оружие и вместе с Игорем выходит из аптеки. Арестованный на выходе Дементьев грозит Пряникову своими связями, но подполковник в сердцах отмахивается от него. В состоянии аффекта восприняв это как доказательство безнаказанности виновных в смерти его сына, Топилин выхватывает из-за голенища сапога пистолет, и стреляет в направлении Родионовой. Королев успевает закрыть её собой, но получает сильную контузию с потерей сознания. Топилин погибает под ответным огнём бойцов СОБРа. Жека намерен расстаться с Ниной, но девушка понимает происходящее по-своему. Узнав, что Вика отменила оформление кредита, Аня уходит из дома. |
| 9 (21)  | 21.11.2016 | Выясняется, что сестра Вики Аня вовсе не больна, и брала деньги, чтобы помочь рассчитаться с долгами своему приятелю Вадиму, страдающему сильной игровой зависимостью, в результате которой он оказывается должен огромную сумму представителям криминального мира, которые грозят ему расправой. Защищая Аню, Вика убивает Вадима, но в перестрелке с ним и сама получает ранение навылет, после чего оказывается в больнице. Выказывая заботу о ней, Игорь и Данила всё же не могут удержаться от соперничества, чем приводят её в ещё большее смятение. Тем временем при большом скоплении очевидцев, наблюдающих за лунным затмением, погибает знаменитая гадалка Аглая. В ходе следствия Аверьянов удивляет весь отдел актуальными знаниями мистической тематики. Катя приходит в больничную палату, и в неловкой беседе обе девушки пытаются понять, что им делать в непростой личной ситуации. Заключение врача о том, что Вика беременна, всё ставит на свои места, но Катя, не зная о том, что у Вики была связь с Королёвым, уходит, сделав неверный вывод об отцовстве Соколовского. Игнатьев предлагает Даниле убить Игоря. |
| 10 (22) | 21.11.2016 | К Мажору обращается знакомая певица Вера Брежнева: кто-то планомерно доводит её до нервного срыва. Жеке организуют мальчишник, в ходе которого Королев пытается застрелить Соколовского, но звонок Вики и сообщение о том, что у них с Данилой будет ребёнок, меняет всё: Королёв, понимая, что только что буквально прошел по границе совести и порядочности, отказывается от убийства соперника. Игнатьев без труда выходит из задуманной Игорем бизнес-ловушки, что ставит план Мажора под угрозу срыва. Стас устраивает новую провокацию, чем неожиданно помогает Кате и Мажору помириться. |
| 11 (23) | 22.11.2016 | Свадьба Жеки и Нины заставляет Игоря с Катей и Вику с Даней почувствовать себя ближе. Личное счастье их товарища помогает им забыть о разногласиях и моральных трудностях. Давний знакомый, представитель «золотой» молодежи, обращается к Мажору за помощью в поисках угнанного «Бентли», но сам же оказывается под подозрением в деле об убийстве девушки, чей труп был вывезен на пустырь именно в багажнике его машины. Расследование окончательно мирит Данилу и Мажора. Отметив вдвоем успешное завершение дела, оба решают отправиться домой к Вике и продемонстрировать ей их дружбу. Перед отъездом из бара Мажор и Королёв обмениваются машинами. Оба направляются к Родионовой, устроив по дороге дружеское соревнование наперегонки. Данила приезжает первым, на пару минут опередив друга, и гибнет от руки Стаса, будучи принятым им за Игоря. |
| 12 (24) | 22.11.2016 | Похороны Данилы проходят под видом похорон Мажора. Из заброшенного здания неподалёку от кладбища за происходящим наблюдает Агапов, не подозревающий, что Пряников и его подчинённые, просчитав его желание увидеть похороны бывшего приятеля, пытаются вычислить его местонахождение. Обнаруживает его именно Игорь, тайно присутствующий на похоронах, и пытается задержать, однако Стас выскальзывает из его рук и скрывается, убив в перестрелке на кладбище троих полицейских. Оперативники, проанализировав поведение его матери, понимают, что она причастна к происходящему. Чуть позже Стаса вместе с его матерью находят в наркопритоне. Схваченный Агапов откровенно веселится, издевательски давая понять, что намерен избежать законного правосудия. Все понимают, что он действительно может избежать суда и заключения благодаря своей хитрости (он практически нигде не оставил своих отпечатков), связям и деньгам родителей — поэтому Игорь, Вика и Евгений, с молчаливого согласия Пряникова, его расстреливают. В случайном разговоре с Катей Мажор узнает информацию, которая может помочь ему разорить Игнатьева. В решающий момент, в беседе с ним Соколовский заявляет, что он, ещё находясь в СИЗО, разработал план мести, благодаря которому бизнес Игнатьева теперь переходит под его контроль. В ответ Игнатьев заявляет, что Игорь понятия не имеет об истинной сути происходящего, и что на самом деле Мажор всё это время работал на третье лицо, которое и будет владеть активами «Аркадии». Мажор все ещё не верит, считая, что это отговорки из-за нежелания Игнатьева признать свое поражение. Игнатьев рассказывает ему, что к убийству матери Мажора он непричастен, а затем — решает назвать имя человека, который давно управляет событиями, и теперь столкнул его с Соколовским-младшим. Но сделать это отец Кати не успевает: как только он пытается назвать фамилию — в него попадает пуля, выпущенная из снайперской винтовки Пряниковым, вот уже много лет вынужденным работать на Фишера. Ничего не понимая, Игорь машинально отвечает на звонок. Звонит ему сам Фишер, некоторое время назад якобы ставший юристом в компании Соколовского. Фишер рассказывает, что именно по его указанию Игорь был освобождён из СИЗО по факту закрытия уголовного дела о покушении на Игнатьева, что знакомство с Катей подстроил тоже он, а обе компании, Игнатьева и Соколовского, теперь переходят в его владение. Осознавая неотвратимость событий, к которым его привела жажда мести за гибель родителей, Игорь опускается на колени рядом с телом Игнатьева (на самом деле всего лишь получившим тяжёлое ранение навылет), пытаясь вымолить прощение у Кати. |

### Сезон 3
| № серии | Премьера   | Описание серии |
| ------- | ---------- | --- |
| 1 (25)  | 29.10.2018 | Игорь и Катя везут тяжелораненого Аркадия в реанимацию, где ему делают операцию. Проходит полгода после покушения на Игнатьева, Игорь дестабилизирован, но находит в себе силы начать всё заново. Он возвращается в отдел. Его первое дело с Викой и Аверьяновым — поиск виртуального преступника, который угоняет танки в компьютерных играх. Подозрение падает на мужчину, который подал заявление о краже, однако вскоре выяснится, что вор обладает выдающимися навыками программиста.                                                  |
| 2 (26)  | 30.10.2018 | В отделе появляется новый следователь Валерий Симоненко — сокурсник и экс-возлюбленный Вики. Валерий и Соколовский отправляются в больницу, куда привезли владельца частной транспортной компании. Дело оказывается не таким простым, каким кажется на первый взгляд. Методы работы Мажора и Валерия сильно отличаются. Пряников приходит к выводу, что версия Игоря убедительнее, и даёт ему карт-бланш. |
| 3 (27)  | 31.10.2018 | Игорь приносит Вике в подарок куклу, на которой можно учиться пеленать и кормить младенца. Но все шутки пресекает нападение на женщину с коляской в парке и похищение ребёнка. Пострадавшая оказывается няней. Мать малыша обвиняет в преступлении своего бывшего мужа: он всегда хотел вывезти сына из страны. Соколовский просматривает социальные сети и узнаёт, что ребёнка родила суррогатная мать. |
| 4 (28)  | 01.11.2018 | В заброшенной деревне поселилась община, жители которой живут по своим правилам: они не пользуются гаджетами и техникой, сами выращивают еду и шьют одежду. Недалеко от поселения, в лесу, обнаружен труп женщины, которая была известным в Петербурге психологом. Игорь приходит к выводу, что преступником может оказаться любой обитатель этой загадочной местности. |
| 5 (29)  | 05.11.2018 | Раненая девушка с криками о помощи выбегает из машины, за ней следом — таксист. Девушку не удаётся спасти. Все улики указывают на водителя: в его машине следствие обнаруживает кошелёк убитой и орудие преступления — окровавленный нож. Нет сомнений, что дело пора закрывать, однако Жеке Аверьянову кажется очень неубедительной мотивация предполагаемого преступника. Вместе с Соколовским он решает повнимательнее присмотреться к окружению убитой.                                                                                 |
| 6 (30)  | 05.11.2018 | В центре города в парке развлечений в пруду найдено тело. Убитый, Леонид Сергеев, оказывается обычным сантехником из ближайшего пригорода. Валерий собирает доказательства связи погибшего с главой города, который занимается отмыванием денег. Дело передают в специальный отдел. Однако Соколовский и Жека просят у Пряникова отмашки для своего собственного расследования, для которого они привлекают богатых родственников Аверьянова.                                                                                               |
| 7 (31)  | 06.11.2018 | Ночью на конюшню пробираются конокрады. Путь им преграждает девочка-аутист, которая получает ножевое ранение, но чудом остаётся жива. Получить от неё показания крайне сложно. Валерий намерен любой ценой узнать информацию, Вика просит его остановиться. Несмотря на очевидность доказательств — никто из следователей даже не может предположить, как близко от них находится сообщник грабителей. |
| 8 (32)  | 06.11.2018 | В отделение крупнейшего банка заходит человек с канистрой для бензина. Он уже знает, что банк разорён, и требует вернуть его накопления. Случайно в этом же месте оказываются Валерий с Викой. Во время полицейской операции Вика не успевает выйти из помещения и сама становится заложницей. Теперь для Валерия и Соколовского спасение Вики — дело чести. |
| 9 (33)  | 07.11.2018 | На железнодорожном переезде в такси гибнет Вера Игнатьева, жена Аркадия, её дочь спаслась лишь по счастливой случайности. На стройке элитного комплекса в центре города найдено тело мужчины, подвешенного на кране. Это юрист Алексей Авдеев, занимающийся защитой прав потребителей. Судмедэксперт устанавливает, что это не самоубийство, как пытается доказать директор застройки. Следствие тормозят слишком противоречивые показания о погибшем его жены и друзей. Соколовский цепляется за одну нестыковку в свидетельствах близких. |
| 10 (34) | 07.11.2018 | 19-летний руфер Павел ведёт онлайн-трансляцию прямо с крыши высотного дома: спустя мгновение его тело летит вниз. Погибший — детдомовец, недавно женился, но его супруга внезапно исчезла. Жена Аверьянова Нина неожиданно выводит Жеку на версию, кому могла быть выгодна смерть молодого парня. |
| 11 (35) | 08.11.2018 | К берегу прибивает несколько огромных чёрных пакетов. Неожиданно из одного из них показывается едва живая женщина азиатской внешности, китаянка, как выясняет Соколовский. Она не в состоянии объяснить следствию, что произошло: их привозили с закрытыми глазами и не выпускали из помещения. На кону жизни таких же нелегально приехавших на заработки женщин и их детей. Оценив нестандартный подход Игоря в расследовании, вопреки их негласному конфликту, Валерий решает помочь напарнику.                                           |
| 12 (36) | 08.11.2018 | На парковке элитного жилого комплекса обнаружен дорогой внедорожник со снятыми дисками. Это уже 16-й случай «раздевания» машин. Владелец компании, обслуживающей парковку, уехал из страны, а буквально накануне отъезда его автомобиль сгорел. Доказать, что это происки конкурентов, Соколовский не может, однако вместе с Жекой ему удаётся вычислить наводчика. Выясняется, что одна из машин на этом паркинге связана с Ваней — молодым человеком сестры Вики — Ани, а жизнь самой Ани зависит от исхода этого дела.                   |
| 13 (37) | 12.11.2018 | Накануне открытия выставки орденов и медалей ВОВ во Дворце молодёжи в выставочный зал проникают грабители и похищают все уникальные экспонаты. Награды принадлежали пожилым людям, которые добровольно предоставили их для участия в экспозиции. Одну из них, слепую пожилую женщину Тамару Львовну Амосову, внучка которой убиралась в ночь перед ограблением на выставке, опрашивают Соколовский и Родионова. Однако рассказ Тамары Львовны вызывает больше вопросов, чем ответов.                                                        |
| 14 (38) | 13.11.2018 | Пятиклассник уходит с урока физкультуры, с тех пор его никто не видел. Убитые горем родители обвиняют в пропаже ребёнка администрацию школы. Следствие выясняет, что отец мальчика накануне его исчезновения получил SMS с требованием выкупа. Соколовский начинает разрабатывать версию похищения, однако новые трагические события в школе ставят под вопрос её состоятельность. |
| 15 (39) | 14.11.2018 | Соколовского задерживает Служба безопасности по подозрению в убийстве Стаса Агапова: его план мести Фишеру под угрозой срыва. Даже Пряников не может повлиять на ход событий. Никто не догадывается, что Валерий тоже участвует в операции, в которой могут пострадать все, включая Катю и Игнатьева. Неожиданный звонок Родионовой из клиники проясняет многие моменты, но ставит под угрозу жизнь самой Вики и её ребёнка. |
| 16 (40) | 15.11.2018 | Вопреки запретам Игнатьева, Катя пробирается в банк Фишера и попадает в ловушку. Соколовский успевает приехать на место операции вовремя: ему удаётся найти то, что он так долго искал — компромат на давнего врага. Кажется, он буквально в шаге от ответов на мучившие его вопросы. Неожиданно Пряников, а затем и Игнатьев рассказывают то, что скрывали годами. У всех участников событий есть всего несколько минут на принятие верного решения.                                                                                       |

### Фильм 1 «Мажор. Фильм»
Всю команду главных героев приговаривают к условным срокам и освобождают в зале суда, но Игоря вместо этого приговаривают к 20 годам заключения в колонии строгого режима. Иван и Игнатьев устраивают другу побег, но Игорь просто бросает их на месте и уезжает. У себя его принимает старый знакомый Влад, который промышляет продажей нового наркотика под названием «Хрусталь». Как оказалось, Игорь заключил сделку с генералом Погодиным из отдела контроля наркотиков: он должен отыскать лабораторию по производству «Хрусталя» и поймать изготовителя, кореянку Мэй. В обмен на это всех друзей Игоря отпустили из-под стражи, а его самого отпустят после завершения операции. Однако Игорь не подозревает, что у Погодина есть скрытые мотивы.

### Сезон 4
| № серии | Премьера   | Описание серии |
| ------- | ---------- | --- |
| 1 (41)  | 02.07.2022 | После перестрелки в «Феникс-банке» и трагической гибели Виктории Родионовой прошло 9 лет. И лишь спустя долгие годы Игорь узнаёт, что у него есть дочь. Именно ребёнок Вики и является дочерью Соколовского. При таком раскладе Мажор непременно начинает предпринимать все необходимые шаги, чтобы отобрать опеку над дочерью у Ани и Вани. Остаётся лишь забрать девочку домой и наверстать упущенное. Это становится причиной ссоры между Игорем и Аней. |
| 2 (42)  | 09.07.2022 | Возвратившись домой, Ваня обнаруживает Аню мёртвой. По поводу данного происшествия непременно возбуждается уголовное дело. Негодование Игоря не знает границ, когда выясняется, что именно он является главным и пока единственным подозреваемым в этом деле. Теперь он должен сделать всё, чтобы доказать обратное. |
| 3 (43)  | 16.07.2022 | Время от времени Игорь теряет контроль над собой, а иногда и вовсе забывает о том, что с ним случилось в тот или иной промежуток времени. Причиной такого состояния являются антидепрессанты, после приёма которых у него случаются провалы в памяти. Это и без того усложняет его непростую жизнь. Но, несмотря на такой расклад, Игорь всеми силами старается держать себя в руках ради горячо любимой дочери Сони, с которой он воссоединился совсем недавно. |
| 4 (44)  | 23.07.2022 | Многие люди из окружения Игоря уверены, что именно он причастен к серии убийств, совершённых накануне, а именно убийство Ани Родионовой и Симоненко, который погиб от подстроенного взрыва. И именно Мажор имел мотив для совершения данных преступлений. Да и нормального алиби у него попросту нет. Игорь наотрез отказывается признать свою вину, твердя о своей непричастности, ведь сейчас он, как никогда, желает вести тихую и спокойную жизнь. Неизвестный убивает Пряникова. |
| 5 (45)  | 30.07.2022 | Очнувшись на месте убийства Пряникова, Игорь в шоке скрывается с места преступления, понимая, что его сначала опередил, а затем подставил тот, кто виновен в смерти Ани Родионовой. Он просит уборщицу вызвать полицию. Соколовский приезжает к Ване, но тот сдаёт его полиции, однако Мажору удаётся сбежать. Игнатьев, тем временем, пытается обналичить крупную сумму. Игорь перехватывает деньги и договаривается с Игнатьевым о встрече на стройке. Но поговорить партнёрам не удастся, поскольку последнего кто-то сталкивает с крыши многоэтажки. Игорю мерещится Вика и «отталкивает» его от неверного решения сдаться полиции, впоследствии чего Игорю при помощи Кати вновь удаётся сбежать от полиции.                 |
| 6 (46)  | 06.08.2022 | Кате и Игорю удаётся скрыться от полиции и они начинают собственное расследование вместе. Тем временем Соня находится в детском доме. Расследование Кати и Игоря приводит в СТО, в котором работает Ваня. Соколовский понимает и на сей раз догадывается, что убийцей является именно Ваня. Игорь записывает разговор на телефон и ему чудом удаётся вновь сбежать от прибывших полицейских. Катя привозит Игоря домой, он теряет сознание. К этому времени Жека, вычислив адрес Игоря, вламывается в квартиру. |
| 7 (47)  | 13.08.2022 | Ваня на могиле Пряникова просит Жеку, чтобы Соколовский сел за совершенные им убийства. Задержанного Соколовского допрашивают следователь Ковтун и Аверьянов. Игорь, находясь в изоляторе, при помощи Вики вспоминает очень важную деталь по отношению убийства Пряникова и просит Жеку проверить Ваню, который тем временем вместе с Любой забирает Соню из детдома и собирается уехать с ней. Полицейские пытаются разобраться в деле и находят несостыковки в препаратах, которые употребляет Мажор. Таким образом всё указывает на Любу. Женя находит её окровавленную с ранением горла, рядом с ней сидит Катя. Выясняется, что Валерий Симоненко жив.                                                                       |
| 8 (48)  | 20.08.2022 | Валерий Симоненко специально инсценировал свою смерть. Ему на протяжении всего времени помогали Люба и Ваня, они были «пешками» в его коварном плане. Тем временем в городе идёт облава на Соколовского, Катю и Аверьянова. Они все вместе теперь догадываются, что убийца не кто иной как Симоненко, который взял в заложники Соню. Аверьянов показывает ход событий Ковтун. Мажор, Катя и Ваня объединяются силами. Захват Симоненко происходит в загородном доме, в результате Катя погибает, защищая Соню, тем самым искупив вину перед смертью Вики. Симоненко задерживают. Мажор и Соня навещают Любу в больнице, Игорь не держит на неё зла. Соня остается с Соколовским. Игорь видит образ улыбающейся и счастливой Вики. |

### Фильм 2 «Мажор в Сочи»
Московские массивные здания и оживлённые дороги Мажор сменит на живописные курортные виды в Сочи, домик в горах и извилистые серпантины. Туда он перебирается вместе с дочерью Соней и Ваней, где у них появился свой семейный бизнес — эко-отель. Но ещё до открытия всё идёт наперекосяк. Вначале в гостинице устраивают погром, затем Соколовский наткнётся на местного мажора и перейдёт дорогу сочинскому воротиле, который планирует снести целый жилой квартал, чтобы построить на его месте винодельню.

## Награды
- В 2015 году телесериал «Мажор» получил три профессиональных приза Ассоциации продюсеров кино и телевидения (АПКиТ) в номинациях «Лучший телевизионный мини-сериал (5—24 серии)», «Лучшая операторская работа» (Улугбек Хамраев) и «Лучшая работа режиссёра монтажа» (Кирилл Абрамов)[26][27], а также 2 народные кинопремии «Жорж» в номинациях «Российский сериал года (драма)» и «Российский герой года» (Игорь Соколовский в исполнении Павла Прилучного)[28].
- В 2017 году телесериал получил премию «ТЭФИ» в категории «Вечерний прайм» в номинации «Режиссёр телевизионного фильма/сериала» (Максим Полинский, Николай Булыгин) и два профессиональных приза Ассоциации продюсеров кино и телевидения (АПКиТ) в номинациях «Лучший телевизионный мини-сериал (5—24 серии)» и «Лучший актёр второго плана телевизионного фильма/сериала» (Никита Панфилов)[29].

## Критика
Обозреватель «Комсомольской правды» Валентина Львова считает, что создателям сериала удалось из набора штампов, где и голубоглазая начальница-красавица, и молодой богатый герой, и брутальные сотрудники полиции, сделать увлекательный сериал. Причину успеха Львова видит в дополнительном конфликте на почве «классовой борьбы в одном отдельно взятом подразделении следственных органов».
«Шаг за шагом мы наблюдаем за тем, как один человек взрослеет, поскольку в нём есть способность взрослеть. Он ломает стереотип собственного поведения. И шаг за шагом мы видим, как сильно сопротивляется мир, когда кто-то ломает такой стереотип».
В конце 2014 года «Российская газета» опубликовала список главных телевизионных хитов года. Телесериал «Мажор» представлен в нём на восьмом месте. По мнению обозревателя газеты Сусанны Альпериной, «в „Мажоре“ сошлось всё — и криминальная тема, и детективный сюжет, и человеческая история, и любовная линия».
В январе 2015 года «Комсомольская правда» опубликовала итоги читательского голосования за самых популярных артистов 2014 года. Исполнитель главной роли в сериале «Мажор» Павел Прилучный назван «открытием 2014 года».
Сериал попал в список «10 лучших русских сериалов 2014 года» по версии журнала «Афиша».

## Корейская адаптация
В январе 2024 года в сервисе Disney+ и на южнокорейском телеканале SBS вышел первый сезон дорамы под названием "Чеболь против детектива" (англ. -  Flex X Cop; кор. - 재벌X형사). Главную роль в ней сыграл Ан Бохён. О том, что сериал является ремейком "Мажора", заранее не объявлялось, но в титрах эпизодов присутствует надпись "основано на формате, созданном продюсерской компанией Sreda". 
Средняя просматриваемость одного эпизода в Южной Корее составила 1.4 миллиона зрителей, согласно данным Nielsen Korea. Отдельным эпизодам удалось занять 2-е место в национальном телерейтинге Южной Кореи, уступив выходившей в тот же период дораме "Красотка и романтик". 
Отзывы российской и зарубежной аудитории были в основном положительными. Кинокритик Кира Голубева сравнила два сериала в своей статье для сайта Кинопоиск и отметила, что корейские авторы позаимствовали центральный сюжет первых двух сезонов "Мажора", изменив при этом многие второстепенные линии и характеры отдельных героев ("Можно посмотреть оба проекта, и радость узнавания не будет омрачаться ощущением вторичности", - пишет она). 
Работа над вторым сезоном "Чеболя против детектива" была анонсирована незадолго до окончания трансляции первого, в марте 2024 года. 

## Серия книг
- 29 августа 2016 года издательство «Эксмо» выпустило первую книгу серии «Мажор. Популярный детективный сериал» под названием «Мажор. Умереть, чтобы родиться», автор — Игорь Соколов. Книга написана по мотивам первого сезона телесериала «Мажор». Первоначальный тираж книги составил 4 000 экземпляров[34].

- В феврале 2017 года «Эксмо» выпустило вторую книгу под названием «Мажор-2. Возврата быть не может». Автор — Игорь Яснов[35].

- В ноябре 2018 года «Эксмо» выпустило третью книгу «Мажор-3. Правда опаснее смерти». Автор — Сергей Калужанов[36].